# Богосав Тајсић
Богосав Тајсић (1814−1866) био је мање познати драгачевски каменорезац. Отац народног трибуна Ранка Тајсића из Пухова.
Један од најстаријих драгачевских каменорезаца који је био писмен, а да није био свештеник. Био је сеоски кмет и народни посланик.
Први пут се потписао 1834. године на споменику Јанка Тајсића. Осим презимена Тајсић, потписивао се и са Петрић. На омање споменике од пуховског пешчара неуким, превуковским словима уписивао је само најосновније биографске податке покојника. Сем једноставних крстова, друге орнаментике на споменицима нема.
Сахрањен је на Нешовановића гробљу у Пухову:
Овај узвишени Споменик Бележи
Где Мирно Бораве Кости
Отличног Грађанина
БОГОСАВА ТАЈСИЋА
Бив: кмета • Посланика •
на народ[ној] скупштини •
и доброг Члана села Пухова •
Рођен 1814. г. а умре 1866. г.
Остављајући • Леп Спомен у селу •
општини • и округу •
Спомен оваи Подигоше му
Синови Ранко и Александра.

## Епитафи
Зде почивает раб Божи
ЈАНКО ТАЈСИЋ
Поживи 60 лета.
Престави се 1834. год.
Писа Богосав.
Зде почивает
ЖИВОЈИН ТАЈСИЋ
Поживи 60 лета.
Престави се 1834. год.
Писа Богосав Петрић.
Зде почивает
СИМО СТАНИЋ
из Пухова
Поживи 100 г.
Умро 1853.